# Förväntansteorin
Förväntningsteorin (expectancy theory) förklarar hur individer motiveras för att uppnå mål. Teorin presenterades 1964 av Victor Vroom.
Varje individ behöver prestera för att uppnå ett visst mål. Vad som avgör om en individ presterar eller inte, avgörs genom tre olika faktorer. Dessa faktorer multipliceras med varandra, och det blir slutligen resultatet av en individs motivation.
De olika faktorerna som avgör motivationen hos en individ är följande:
1. Expectancy - om jag försöker, vad blir resultatet?
2. Instrumentality - vad är sannolikheten att jag kommer att uppnå resultatet?
3. Valence - hur mycket värdesätter jag resultatet av min handling?

Slutligen multipliceras V, I och E med varandra, resultatet av denna multiplikation avgör hur stor motivationen är hos en individ.
Ett exempel på denna teori kan vara en utbildning. I detta fall kan frågorna exempelvis vara: 
1. Om jag studerar, får jag ett arbete jag vill ha.
2. Jag tror att jag kommer att klara av att studera och uppnå dessa krav.
3. Jag vill ha de arbeten som erbjuds utifrån min utbildning.